# 29825 Dunyazade
29825 Dunyazade (tên chỉ định: 1999 DB4) là một tiểu hành tinh vành đai chính. Nó được phát hiện bởi Roy A. Tucker ở Đài Quan sát Goodricke-Pigott ở Tucson, Arizona, ngày 20 tháng 2 năm 1999.